# زمان الإسكافي (مسلسل)
زمان الاسكافي هو مسلسل كويتي إنتاج عام 1998. القصة تأليف الكاتب العراقي زهير الدجيلي.

## القصة
شخصية معروف رقاع الأحذية (تلفظ القاف جيم مصرية أو كاف فارسية باللهجة العراقية العامية وتعني اسكافي) هي شخصية تراثية معروفة اذ يكتشف والي بلدة ما شدة الشبهة بينه وبين الاسكافي الرجل الفقير والناس تشكو من عمال الوالي (كالمحتسب وصاحب الدرك والوزير) وسوء معاملتهم للرعية ويخفي الفاسدون وينكرون ذلك أمام الوالي فيمثل الوالي دور الاسكافي ليكشفهم ويحاسبهم
استخدم الكاتب القصة التراثية وأضاف لها بأن والي المدينة (الوالي أبوشجاع) عبد الحسين عبد الرضا الذي يكشف نفسه للمتآمرون باظهاره لشيء أخذه من أحدهم كتذكار باعتباره الإسكافي معروف عبد الحسين عبد الرضا ويكتفي بعزل الوزير ويعين وزير جديدا الذي بدوره يعزل الباقين فيحس احدهم بذلك فيقررون الرد عليه بالمثل فتقوم تلك الزمرة الفاسدة الطامعة للوصول إلى السلطة باختطاف الوالي لتضع هذه الزمرة الأسكافي بديلا له بعد أن أوهموه انه مات لكنه يعود يعود بمساعدة والي إحدى المدن المجاورة ويلقي القبض على المنحرفين ويعفو عن الاسكافي ومن تقلد الاسكافي لمهام الوالي تبدأ المواقف المضحكة التي وضعها المعدون لهذا المسلسل كان الهدف منها النقد الساخر لتصرفات الحكام حديثا.

## فريق العمل

### تمثيل
| الممثل               | الشخصية                            |
| -------------------- | ---------------------------------- |
| عبد الحسين عبد الرضا | معروف الاسكافي - الوالي أبو شجاع   |
| سعاد عبد الله        | دليلة زوجة معروف الاسكافي          |
| غانم الصالح          | ذياب                               |
| أحمد جوهر            | زجران                              |
| جاسم النبهان         | أيوب                               |
| حمد ناصر             | درويش                              |
| خالد أمين            | بدران، وزير الوالي وابنه وولي عهده |
| أحمد السلمان         | نطاح                               |
| هدى الخطيب           | جرناسة                             |
| محمد راشد العقروقة   | جوهر                               |
| لمياء طارق           | شموس ابنه ذياب                     |
| محمد المنيع          | القاضي أبو المعالي                 |
| فيصل بوغازي          | شدقم                               |
| ناصر كرماني          | نمر                                |
| عبد العزيز الفهد     | أبو عبد الرحمن                     |
| بدر البلوشي          | ذويب                               |
| خليفة خليفوه         | أبو المكارم                        |
| عبد الله الباروني    | صخر                                |